# Buada
Pour l’article homonyme, voir Lagune Buada.
Buada est un des quatorze districts et une des huit circonscriptions électorales de Nauru.

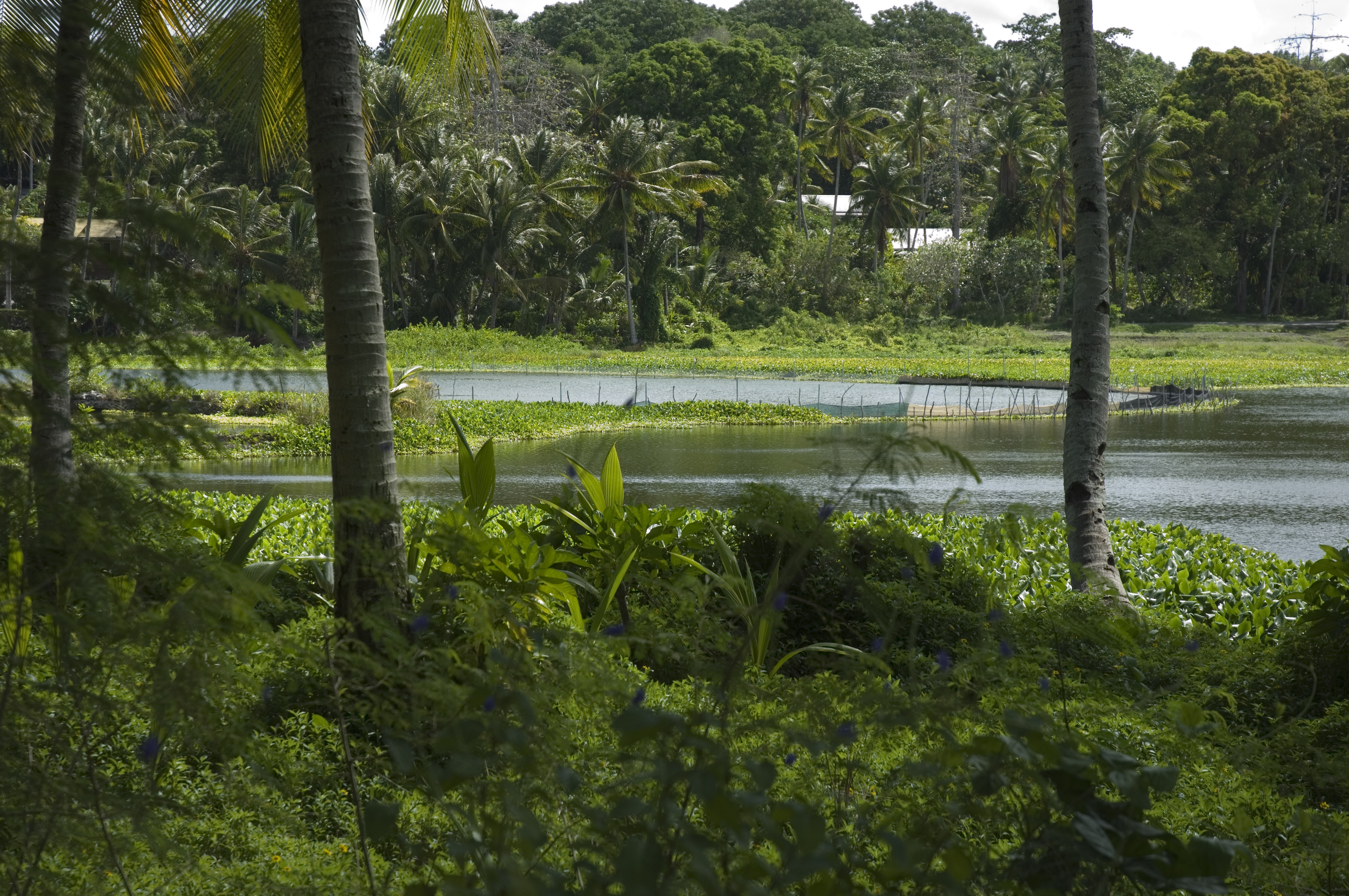
Lagune de Buada

## District

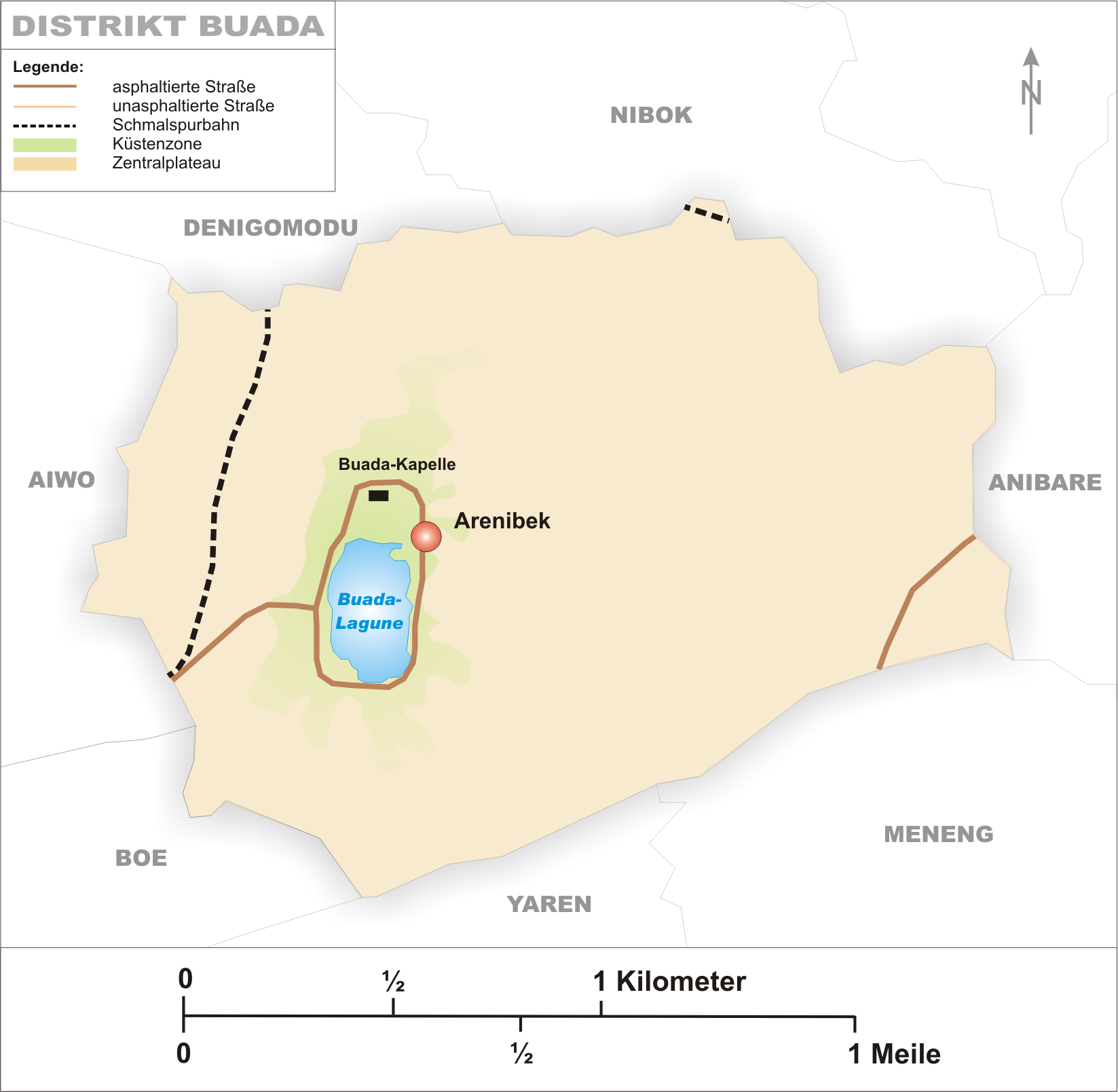
Carte du district de Buada.

### Géographie
Buada se trouve dans le centre de l'île de Nauru. Il est bordé par les districts de Nibok au nord, Anibare à l'est, Meneng au sud-est, Yaren au sud, Boe au sud-ouest, Aiwo à l'ouest et Denigomodu au nord-ouest. C'est le seul district de Nauru à ne pas avoir accès à l'océan Pacifique et à être cantonné au plateau central de l'île. Le district possède un lac, la lagune Buada, logé dans une dépression.
Son altitude moyenne est de 20 mètres (minimale : -5 mètres à la lagune Buada, maximale : 60 mètres) et sa superficie est de 2,6 km2 (troisième rang sur quatorze).

### Infrastructures
Buada abrite sur son territoire une partie de la voie ferrée de l'île et la chapelle Buada.

### Population
Buada est peuplé de 673 habitants (quatrième rang sur quatorze) avec une densité de population de 253 hab/km2.. Les habitations sont regroupées sur les rives de la lagune Buada dans la localité d'Arenibek.
La zone correspondant au district de Buada était composée à l'origine de quatorze villages : Abwaw, Adungidungur, Anakawidwo, Anoreo, Ara, Aromwemwe, Bangabanga, Bogi, Eanuawirieria, Eateegoba, Oreb, Redeta, Ubweno et Webwebin.

## Circonscription électorale

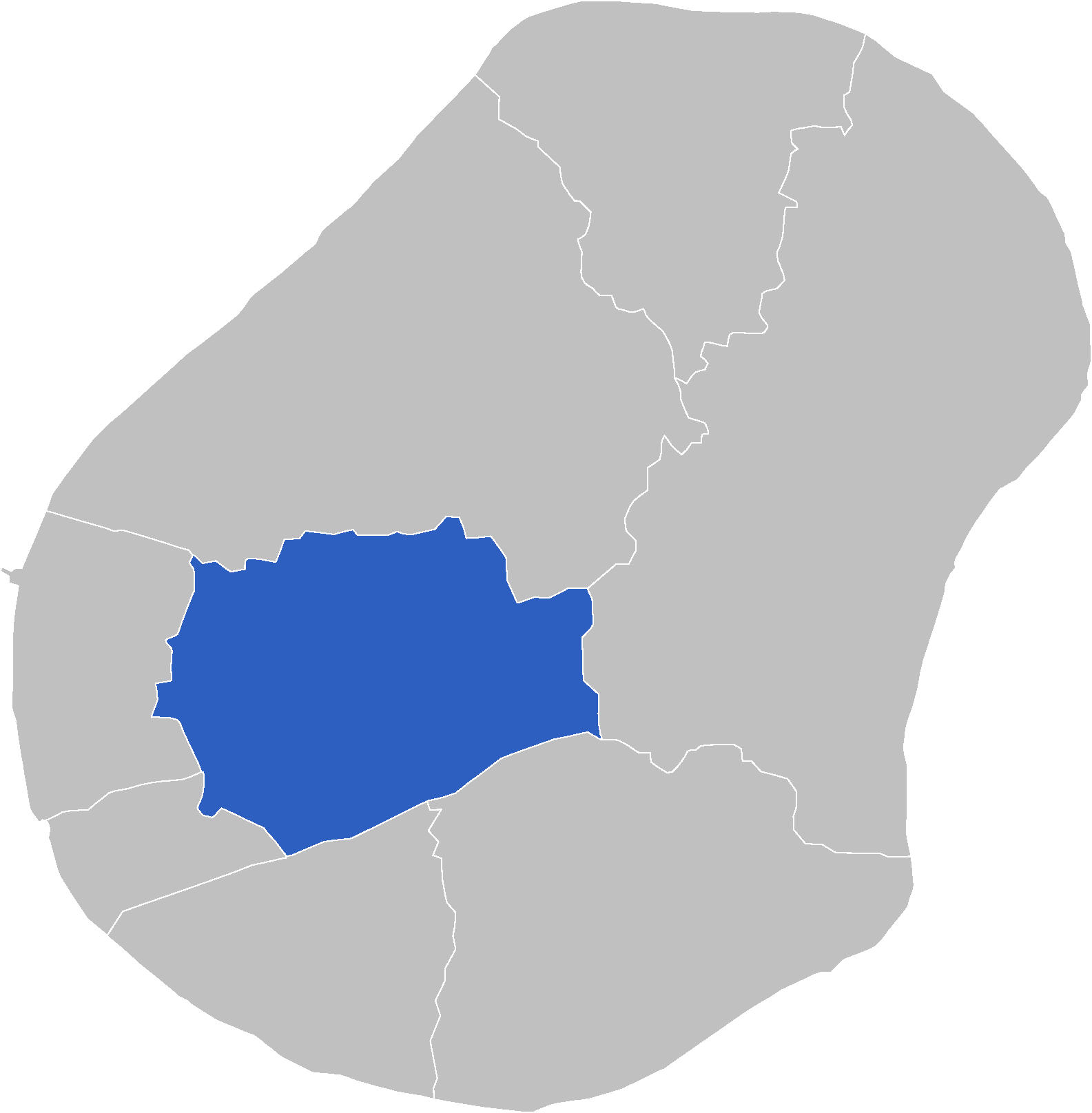
Carte de localisation de la circonscription électorale de Buada.

Buada fourni deux élus au Parlement de Nauru au terme des élections législatives.
| Candidat        | Valeur des votes |
| --------------- | ---------------- |
| Vinson Detenamo | 144,04           |
| Lyn Adam        | 128,46           |
| Thomas Star     | 119,22           |
| Roland Kun      | 109,6            |
| Nelson Tamakin  | 103,26           |
| Bomere Depaune  | 88,46            |
| Trevor Bernicke | 78,87            |

| Candidat        | Valeur des votes |
| --------------- | ---------------- |
| Roland Kun      | 145,32           |
| Lyn Adam        | 131,97           |
| Thomas Star     | 123,24           |
| Vinson Detenamo | 122,61           |
| Palik Agir      | 109,11           |
| Nelson Tamakin  | 104,79           |
| Manfred Depaune | 84,89            |